# 8633 Кейсукенагао
(8633) 1981 FC1 (1981 FC1, 1953 GF2, 1992 ES20) — астероїд головного поясу, відкритий 16 березня 1981 року.
Тіссеранів параметр щодо Юпітера — 3,169.